# Резервати природе Украјине
Резервати природе Украјине, у складу са Законом Украјине «О фонду природних резервата Украјине» од 16. јуна 1992. године, односе се на објекте фонда резервата природе Украјине, имају посебну еколошку, научну, естетску, рекреациону и другу вредност; заштићени као националних домена, у вези којих се утврђује посебан режим заштите, поновног успостављања и коришћења.
Са стањем на дан 1. октобра 2013. године на територији Украјине има 19 природних резервата.

## Историјски и статистички подаци
Једна од најстаријих на територији Украјине је Кримски природни резерват. Почетком резервисања територији, која је данас укључена у његов састав, је стварање 1913. године "Царског ловног резервата". Након успостављања на Криму власти Савета, 30. јула 1923. године Уредбом Савета Народних Комесара РСФСР на месту царског резервата је направљен резерват површине од преко 16 хиљада хектара. Тренутно Кримски резерват је највећи природни резерват Украјине, укупна површина резервата (укључујући територији филијале «Лабудова острва») је 44 175 хектара.
Најмањи по површини резерват Украјине — Рт Мартјан. Основан 1973. године. Површина резервата — 240 хектара (укључујући и суседну до рта акваторију Црног мора).
Укупна површина територије резервата природе Украјине је 1 916,6 км².
Од 19 резервата природе у зони мешовитих шума су 4 (Полиски, Ривањски, Древљански, Черемски), у шумостепској зони — 3 (Растоће, Медобори, Канивски), у степским областима — 7 (Дњипровско-Ориљски, Казантипски, Лугански, Опукски, Украјински степски, Јеланецка степа, Михаиловска целина), у Карпатима — 1 (Горгане) у Кримским планинама — 4 (Карадашки, Кримски, Рт Мартјан, Јалтински).

## Списак природних резервата
У наставку је наведена листа резервата природе на територији Украјине.
| №  | Панорама | Назив | Положај                    | Површина, хектара | Датум стварања      | Број врста, унети у Црвену књигу Украјине: флоре/фауне | Реф.          |
| -- | -------- | --- | -------------------------- | ----------------- | ------------------- | ------------------------------------------------------ | ------------- |
| 1  |          | Резерват природе «Горгане» укр.                                                                                  | Ивано-Франкивска област    | 5 344,2           | 12. септембар 1996. | 15/20                                                  | [ 3 ]         |
| 2  |          | Дњипровско-Ориљски природни резерват укр.                                                                        | Дњепропетровска област     | 3 766,2           | 15. септембар 1990. | 9/24                                                   | [ 4 ]         |
| 3  |          | Древљански природни резерват укр.                                                                                | Житомирска област          | 30 872,8          | 11. децембар 2009.  | 12/7                                                   | [ 5 ]         |
| 4  |          | Резерват природе «Јеланецка стапа» укр.                                                                          | Миколајивска област        | 1 675,7           | 17. јул 1996.       | 17/77                                                  | [ 6 ]         |
| 5  |          | Казантипски природни резерват укр.                                                                               | Аутономна Република Крим   | 450,1             | 12. мај 1998.       | 18/17                                                  | [ 7 ] [ 8 ]   |
| 6  |          | Канивски природни резерват укр.                                                                                  | Черкашка област            | 2 027             | 30. јул 1923.       | 26/74                                                  | [ 9 ] [ 10 ]  |
| 7  |          | Карадашки природни резерват укр.                                                                                 | Аутономна Република Крим   | 2 874,2           | 9. август 1979.     | 77/83                                                  | [ 7 ] [ 11 ]  |
| 8  |          | Кримски природни резерват Филијала: «Лабудова острва» (укр. Лебедині острови)                                                    | Аутономна Република Крим   | 44 175            | 30. јул 1923.       | 79/53                                                  | [ 7 ]         |
| 9  |          | Лугански природни резерват Филијале: Станично-Лугански природни резерват, «Проваљска стапа», «Стриљцивска Стапа» | Луганска област            | 2 122             | 12. новембар 1968.  | 32/19                                                  | [ 12 ] [ 13 ] |
| 10 |          | Резерват природе «Медобори» укр.                                                                                 | Тернопиљска област         | 10 517            | 8. фебруар 1990.    | 29/20                                                  | [ 14 ]        |
| 11 |          | Резерват природе «Михаиловска целина» укр.                                                                       | Сумска област              | 882,9             | 11. децембар 2009.  |                                                        |               |
| 12 |          | Резерват природе «Рт Мартјан» укр.                                                                               | Аутономна Република Крим   | 240               | 20. фебруар 1973.   | 36/35                                                  | [ 7 ]         |
| 13 |          | Опукски природни резерват укр.                                                                                   | Аутономна Република Крим   | 1 592,3           | 12. мај 1998.       | 14/9                                                   | [ 7 ] [ 15 ]  |
| 14 |          | Полиски природни резерват укр.                                                                                   | Житомирска област          | 20 104            | 1968                | 17/53                                                  | [ 16 ] [ 17 ] |
| 15 |          | Резерват природе «Растоће» укр.                                                                                  | Лавовска област            | 2 084,5           | 5. октобар 1984.    | 32/19                                                  | [ 18 ]        |
| 16 |          | Ривањски природни резерват укр.                                                                                  | Ривањска област            | 42 288,7          | 3. април 1999.      | 29/33                                                  | [ 19 ] [ 20 ] |
| 17 |          | Украјински степски природни резерват Филијале: «Хомутовска стапа», «Камени гробови», «Кредна флора»              | Доњецка, Запорошка области | 3 145,6           | 1961                | 46/25                                                  | [ 21 ] [ 22 ] |
| 18 |          | Черемски природни резерват укр.                                                                                  | Волинска област            | 2 975,7           | 19. децембар 2001.  |                                                        | [ 23 ]        |
| 19 |          | Јалтински планинско-шумски природни резерват укр.                                                                | Аутономна Република Крим   | 14 523            | 20. фебруар 1973.   | 82/36                                                  | [ 7 ]         |